# リチャード・クーパー
リチャード・ニューウェル・クーパー（Richard Newell Cooper、1934年6月14日 - 2020年12月23日）は、国際金融論、国際経済学を専門とするアメリカ合衆国の経済学者であり、ハーバード大学教授であった。ジミー・カーター大統領の下で国務次官（経済担当）を務め、一時的には国務長官代理をも務めた。

## 略歴
- 1934年　生まれる。
- 1956年　オーバーリン・カレッジを卒業する。
- 1958年　ロンドン・スクール・オブ・エコノミクス・アンド・ポリティカル・サイエンス（LSE）から修士号を受ける。
- 1961年～1963年　大統領経済諮問委員会でシニアスタッフエコノミストとして働く。
- 1962年　ハーバード大学から博士号（Ph.D.）を受ける。
- 1963年～1966年　イェール大学の助教授となる。
- 1965年～1966年　米国国務省の国際金融担当副次官補となる。
- 1966年～1977年　イェール大学の教授（Frank Altschul Professor of International Economics）となる。
- 1972年～1974年　イェール大学の事務長（provost）として務める。
- 1977年～1981年　国務省の経済担当次官となる。
- 1980年5月3日　ジミー・カーター大統領の下で1日だけ国務長官代理となる。
- 1981年　ハーバード大学の教授（Maurits C. Boas Professor of International Economics）となる。
- 1990年～1992年　ボストン連邦準備銀行の議長となる。
- 1995年～1997年　国家情報会議の議長となる。

## 著作

### 日本語訳
- 『国際金融システム――過去・現代・未来』、武藤恭彦訳、HBJ出版局、1988年
- スタンレー・フィシャー、リチャード・N・クーパー、ルディガー・ドーンブッシュほか著、『IMF資本自由化論争』、岩本武和監訳、岩波書店、1999年

### 主著
- The Economics of Interdependence, Columbia University Press, 1968
- A Re-ordered World (editor and contributor), 1973
- Economic Policy in an Interdependent World, The MIT Press, 1987
- The International Monetary System, MIT Press, 1987
- Can Nations Agree? (co-author), 1989
- Economic Stabilization and Debt in Developing Countries, The MIT Press, 1992
- Boom, Crisis and Adjustment: the Macroeconomic Experience of Developing Countries (co-author), World Bank, 1993
- Environment and Resource Policies for the World Economy, Brookings Inst Pr, First Edition edition, 1994
- Macroeconomic Policy and Adjustment in Korea, 1970-1990 (editor and contributor), 1994
- Trade Growth in Transition Economies (co-editor and contributor), 1997
- What the Future Holds (co-editor and contributor), 2002